# Фосфатидна кислота

Загальна хімічна структура фосфатидної кислоти.

Фосфати́дна кислота́ (англ. phosphatidic acid) — похідна гліцерофосфату, в якому дві гідроксильні групи гліцерину естерифіковані жирними кислотами.
(RCOO)CH2CH(R'COO)CH2OP(O)(OH)2